# 김석준 (1952년)
김석준(金錫俊, 1952년 6월 15일 ~ )은 대한민국의 정치인, 교육자이다.
본관은 함창이며 서울대 공대 출신인 그는 서울대학교 행정학석사, 미국 캘리포니아대(UCLA) 정치학 박사 학위를 받았다. 경북대·이화여대 행정학과 교수, 이화여대 기회처장 정보과학대학원장, 미국 하버드대학교 초빙교수, 영국 옥스퍼드대학교 초빙교수, UCLA 초빙교수, Phi Betta Kappa 회원, 한국행정학회 회장, 한국NGO학회 창립 공동대표, 경제정의실천시민연합 상임부위원장 조직위원장 윤리위원장, 비전@한국 창립대표, 바른사회시민회의 창립대표, 과학기술정책연구원장(STEPI) 원장, 대통령자문 정책기획위원회위원, 행정개혁위원회 위원, 통일문제연구협의회 공동의장, UNESCO 한국위원, 제17대 국회의원, 자유와 공정포럼 대표, 서울대학교 총기독동문회장, 대한민국헌정회 고문 등을 역임하였다. 한국대학신문발행인, 2014년 6월 20일 제7대 안양대학교 총장, 2020년  2월 서울미디어대학원대학교 총장으로 부임하였다.

## 학력
- 구천초등학교 졸업[1][3]
- 안계중학교 졸업
- 1966~1969 계성고등학교 졸업
- 1969~1973 서울대학교 공과대학 토목공학 (학사)
- 1973~1975 서울대학교 행정대학원 행정학 석사
- 1983~1987 미국 캘리포니아대학교 (UCLA) 정치학 박사

## 경력
- 2020 제5대 서울미디어대학원대학교 총장
- 2014~2015 제7대 안양대학교 총장[1][3]
- 2014   한국사립대학총장협의회 부회장
- 2011~2013 서울대학교 행정대학원 초빙교수
- 2008~2011 제11대 과학기술정책연구원(STEPI) 원장[4]
- 2003~2004 제38대 한국행정학회 회장
- 2002~2003 바른사회를 위한 시민회의 공동대표
- 1999~1999 영국 옥스퍼드대학교 밸리을칼리지 초빙교수
- 1998~1999 미국 하버드대학교 옌칭연구소 초빙교수
- 1996~1998 이화여자대학교 정보과학대학원 원장
- 1995~1995 전국대학교 기획처장협의회 창립 및 초대회장
- 미국인명정보기관(ABI) 세계에서 가장 영향력이 큰 100인 등재[5][6][7]
- 국제인명센터(IBC) 위대한 학자 100명 등재[5][6][7]
- 국제인명센터(IBC)21세기 탁월한 지식인 2000명 등재[5][6][7]

[단독저서]
1. The State Public Policy and NIC Development. Daeyoung. 1988
2.조사방법론.대명출판사.1976.
3.한국자본주의국가위기론.풀빛.1991.
4.한국산업화국가론.나남.1992.
5.국가변동론.법문사.1994.
6.미군정시대의 국가와 행정 이화여대출판부.1996.
7.국가능력과 경제통치술.이화여대출판부.2002.
8.현대대통령연구1.대영문화사.2002.
9. 4차산업혁명과 교육혁신.부크크.2020.
10.바로찾는 한국고대국가학: 고조선의 국가와 행정. 대영문화사. 2020. [2020 대한민국 학술원 선정 교육부 우수학술도서  선정]
11. 고조선국가연구.부크크.2020.
12. 고조선행정사.부크크.2020.
13. 일곱얼굴 고조선. 부크크.2020.
14. 한국중세국가학:고려의 국가와 행정.상.하.2021.
15. 고려국가연구. 부크크. 2021.
16. 고려행정사. 부크크. 2021.
17. 일곱얼굴 고려사. 부크크. 2021.
[대표공저]
1. Empowering Korea with New Innovations. Jimoondang. 2011.
2. Making the High-Speed Train Fly. Jimoondang. 2011.
1. 국가와 공공정책. 법문사. 1991.
2. 한국의 정치와 선거문화. 사회문제연구소. 1962.
3. 열린사회 열린정보. 비봉출판사.
1993.
4. 경제민주화의 정치경제. 법문사. 1994.
5. 대통령과 국가정책. 대영문화사.1994.
6. 뉴거버넌스연구. 대영문화사. 2000.
7. 뉴거버넌스와 사이버거버넌스 연구. 대영문화사.2001.
8. 거버넌스의 이해. 대영문화사. 2002.

## 상훈[3]
- 2025 자랑스러운 UCLA인상
- 대한민국헌정대상, 2021
- 자랑스러운 서울대토목인상, 2008
- 대한민국 국무총리 표창, 2005[8]
- NGO선정 17대 국회 4년 연속 국감우수의원, 2004, 2005, 2006, 2007[9]
- 국회사무처 선정 17대 국회 의정활동 최우수의원, 2007[10][11]
- 경제인문사회연구회 우수기관장상(2010)
- 새천년 밝은 정치인상 입법활동부문(2007)
- 국회도서관 이용 우수의원(2005)

## 역대 선거 결과
| 실시년도 | 선거   | 대수 | 직책     | 선거구         | 정당     | 득표수   | 득표율          | 순위 | 당락 | 비고 |
| -------- | ------ | ---- | -------- | -------------- | -------- | -------- | --------------- | ---- | ---- | ---- |
| 2004년   | 총선   | 17대 | 국회의원 | 대구 달서구 병 | 한나라당 | 49,688표 | \| \| 64.81% \| | 1위  |      | 초선 |
|          | 64.81% |      |          |                |          |          |                 |      |      |      |